# Cybernoid
Cybernoid ist ein Weltraum-Shooter, der 1988 vom Spieleentwickler Raffaele Cecco für den ZX Spectrum entwickelt und von Hewson Consultants veröffentlicht wurde.

## Beschreibung
Der Spieler kämpft sich mit seinem Raumschiff Cybernoid durch drei Level eines Höhlensystems voller Geschütze und feindlicher Flugobjekte, um Bonusgegenstände und Extrawaffen einzusammeln.
Weltraumpiraten haben sich an kostbarer Ladung vergriffen und die Beute in ihrem Unterschlupf versteckt. Die Regierung sieht rot und schickt den Cybernoid los, um die Güter den Kriminellen wieder zu entreißen. Der Cybernoid verfügt über eine Anzahl von eingebauten Extrawaffen und kann mit gefundenen Ausrüstungsgegenständen aufgewertet werden.
Abgeschossene Feindraumschiffe lassen ab und zu Teile der begehrten Ladung fallen. Gelingt es, pro Level Ladung in einem Gesamtwert von 1500 Punkten einzusammeln, so erhält man am Ende des Levels ein Extraleben und der Wert der Ladung wird als Bonus zu den erspielten Punkten addiert. Auch Zusatzausrüstung wie ein Modul, um nach hinten zu schießen, rotierende Satelliten, um nahe Feinde zu zerstören, sowie Kanister, die die zuletzt angewählte Extrawaffe um eine Ladung aufstocken, werden manchmal von abgeschossenen Piraten fallen gelassen.

## Portierungen
Das Spiel wurde für die folgenden Systeme veröffentlicht: Amiga, Amstrad CPC, Atari ST, Commodore 64, iPad (2011), iPhone (2011), NES(1989), Wii (2008).
Das Spiel ist auch auf dem C64 DTV enthalten.